# II bitwa pod Chruśliną
Bitwa pod Chruśliną – bitwa stoczona 4 sierpnia 1863 roku podczas powstania styczniowego.
Podpułkownik Michał "Kruk" Heydenreich dowodzący połączonymi oddziałami Krysińskiego, Wierzbickiego, Lutyńskiego, Jarockiego i Grzymały (1400 piechoty i 200 jazdy) przybył do Chruśliny, gdzie oczekiwał na mający przybyć z Galicji umówiony transport broni i amunicji. Gdy otrzymał wiadomość o zbliżającej się kolumnie rosyjskiej pułkownika Miednikowa (6 rot piechoty, kozacy - 1300 żołnierzy i 3 działa) uszykował swych żołnierzy do walki za wsią. Wojsko polskie ustawione zostało w dwa rzuty, przy czym pierwszym rzutem stojącym na skraju lasu dowodził major Jan Krysiński. Bitwa rozpoczęła się o godzinie 11:00. Pierwszy atak Rosjan przeprowadzony od czoła odparł Krysiński. Wówczas Rosjanie próbowali oskrzydlić wojska polskie, jednak zostali odparci przez majora Wagnera. Miednikow spróbował następnie uderzyć wszystkimi siłami na oba skrzydła polskie jednocześnie. Ze względu na silny ogień żołnierzy polskich trzeci atak Rosjan załamał się. O godzinie 19:00 Miednikow nakazał odwrót. Wycofujących się Rosjan zaatakowali kosynierzy i krakusi, którzy ścigali nieprzyjaciela aż do Urzędowa. Choć Miednikow wycofał się do Kraśnika, Polacy z braku amunicji nie zdecydowali się na zaatakowanie Urzędowa. W bitwie Polacy stracili 2 zabitych i 30 rannych. Pobici Rosjanie stracili aż 14 oficerów i nieznaną liczbę żołnierzy.

## Literatura
- Mała Encyklopedia Wojskowa, 1967, Wydanie I